# 1801 у літературі

## Народились
- 28 лютого — Мотеюс Валанчус (лит. Motiejus Valančius), литовський письменник і церковний діяч (помер в 1875).
- 17 березня — Олександр Миколайович Креніцин, російський поет (помер в 1865).
- 11 квітня — Козьма Прутков, автор віршів, байок, п'єс і афоризмів.
- 15 червня — Карло Каттанео (італ. Carlo Cattaneo), італійський письменник і політичний діяч (помер в 1869).
- 1 серпня — Польовий Ксенофонт Олексійович, російський письменник, літературний критик, журналіст, книговидавець (помер в 1867).
- 22 листопада — Даль Володимир Іванович, російський письменник, лікар, упорядник «Тлумачного словника живої великоросійської мови» (помер в 1872).

## Померли
- 2 січня — Йоганн Каспар Лафатер (нім. Johann Caspar Lavater), швейцарський письменник і фізіономіст (народився в 1741).
- 14 березня — Ігнацій Красицький (пол. Ignacy Krasicki), польський поет, драматург і публіцист (народився в 1735).